# کریستیان اوستر
کریستین اوستر (به فرانسوی: Christian Oster) نویسنده قرن بیستم میلادی اهل فرانسه است.